# ACOD1
ACOD1 (англ. Aconitate decarboxylase 1) – білок, який кодується однойменним геном, розташованим у людей на 13-й хромосомі. Довжина поліпептидного ланцюга білка становить 481 амінокислот, а молекулярна маса — 52 628.
| 10         |  | 20         |  | 30         |  | 40         |  | 50         |
| ---------- |  | ---------- |  | ---------- |  | ---------- |  | ---------- |
| MMLKSITESF |  | ATAIHGLKVG |  | HLTDRVIQRS |  | KRMILDTLGA |  | GFLGTTTEVF |
| HIASQYSKIY |  | SSNISSTVWG |  | QPDIRLPPTY |  | AAFVNGVAIH |  | SMDFDDTWHP |
| ATHPSGAVLP |  | VLTALAEALP |  | RSPKFSGLDL |  | LLAFNVGIEV |  | QGRLLHFAKE |
| ANDMPKRFHP |  | PSVVGTLGSA |  | AAASKFLGLS |  | STKCREALAI |  | AVSHAGAPMA |
| NAATQTKPLH |  | IGNAAKHGIE |  | AAFLAMLGLQ |  | GNKQVLDLEA |  | GFGAFYANYS |
| PKVLPSIASY |  | SWLLDQQDVA |  | FKRFPAHLST |  | HWVADAAASV |  | RKHLVAERAL |
| LPTDYIKRIV |  | LRIPNVQYVN |  | RPFPVSEHEA |  | RHSFQYVACA |  | MLLDGGITVP |
| SFHECQINRP |  | QVRELLSKVE |  | LEYPPDNLPS |  | FNILYCEISV |  | TLKDGATFTD |
| RSDTFYGHWR |  | KPLSQEDLEE |  | KFRANASKML |  | SWDTVESLIK |  | IVKNLEDLED |
| CSVLTTLLKG |  | PSPPEVASNS |  | PACNNSITNL |  | S          |  |            |

A: Аланін

C: Цистеїн

D: Аспарагінова кислота

E: Глутамінова кислота

F: Фенілаланін

G: Гліцин

H: Гістидин

I: Ізолейцин

K: Лізин

L: Лейцин

M: Метіонін

N: Аспарагін

P: Пролін

Q: Глутамін

R: Аргінін

S: Серин

T: Треонін

V: Валін

W: Триптофан

Кодований геном білок за функціями належить до ліаз, антимікробних білків. 
Задіяний у таких біологічних процесах, як імунітет, вроджений імунітет, запальна відповідь. 
Локалізований у мітохондрії.